# Kiedricher Sandgrub
Die Sandgrub ist eine Rheingauer Weinlage südlich und südöstlich von Kiedrich im Rheingau. Sie gehört zur Großlage Heiligenstock.

## Namensursprung
In der Kiedricher Sandgrub wurde einst Sand für Bauzwecke abgebaut. Die Weinlage ist 124 Hektar groß, aber nur 44 Hektar sind mit Reben bestockt. Sie erstreckt sich auch in die Gemarkung Eltville hinein, wo allerdings auch ausschließlich die Bezeichnung Kiedricher Sandgrub zulässig ist.

## Weinlage
Der Hang ist zwischen 10 und 40 Prozent geneigt und erhält dadurch viel Sonneneinstrahlung. Die Böden sind wegen der Größe der Lage sehr inhomogen und bestehen meist aus tiefgründigen Lössen und Lösslehmen sowie aus Kiesen und den namensgebenden Sanden, welche für die nötige Bodendurchlässigkeit sorgen.

## Weincharakteristika
Die Lösslehmböden mit ihren tiefgelegenen Tonschichten geben den Weinen aus der Kiedricher Sandgrub dichte und erdige Aromen. Die tertiären Kalke erzeugen feine Rieslinge mit eleganter Säure.